# متیوس فوفتیوس

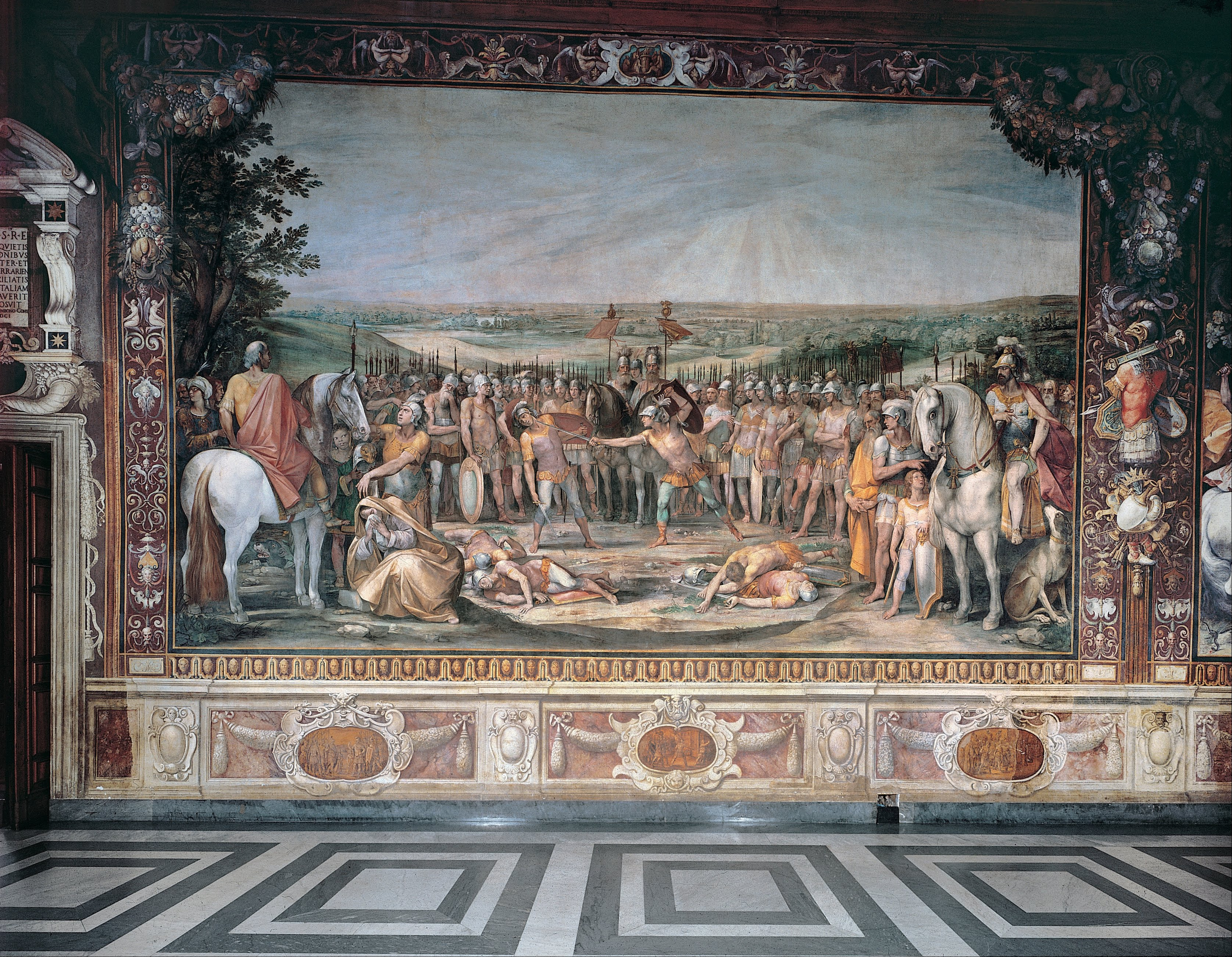
پیکار تن‌به‌تن هوراتی‌ها و کوریاتی‌ها (متیوس فوفتیوس، دیکتاتور آلبالونگا، و تولوس هوستیلیوس، سومین پادشاه روم، در پس‌زمینه معلوم هستند)

متیوس فوفتیوس (به لاتین: Mettius Fufetius) (درگذشتهٔ دهه ۶۷۰ ق. م) آخرین رئیس دولت پادشاهی آلبالونگا بود.

## زندگی‌نامه
موافق نوشته‌های تیتوس لیویوس در کتاب از پیدایش روم، در زمان سلطنت تولوس هوستیلیوس بر روم، میان پادشاهی روم و پادشاهی آلبالونگا اختلافی شد که براثر آنْ دو دولت سپاهیانشان را روبروی یکدیگر آراستند. گایوس کلوئیلیوس، پادشاه آلبالونگا، در اردوگاه سپاهش درگذشت و آلبانان متیوس فوفتیوس را به دیکتاتوری برگزیدند. پیش از درگیری دو سپاه، متیوسْ تولوس را به مذاکره فراخواند. او در این مذاکره گفت که زشت است آلبانان و رومیان با یکدیگر جنگ کنند، چه هر دو ملت از تخمهٔ تروا و، در نتیجه، خویشاوند یکدیگر هستند؛ اگر با هم جنگ کنند، قوای هر دو تحلیل می‌رود و دشمن مشترکشان ـ اتروسکان ـ از آن بهره برده بر هر دوی آنان می‌تازند. در نتیجه، پیشنهاد کرد که دو جفت سه‌قلو از هر طرف (برادرانْ کوریاتی‌ها از آلبالونگا و برادرانْ هوراتی‌ها از روم) با یکدیگر پیکار تن‌به‌تن کنند تا در خونریزی از هر دو طرف صرفه‌جویی شود؛ هر طرفی که در این دوئل شش‌نفره پیروز شد، بر ملت دیگر سروری می‌کند. تولوس این پیشنهاد را پذیرفت. پس در این زمینه معاهدات گوناگونی منعقد کردند که «هر طرفی که در آن پیکار شکست بخورد مطیع و تسلیم دولت دیگر می‌شود» و سوگند یاد کردند که هرطرفی که زیر قولش بزند و این پیمان را نقض کند مانند یک خوک تکه‌تکه شود. پس از انعقاد معاهده، آن شش‌جنگجو با یکدیگر جنگ تن‌به‌تن کردند که در آن هر سه آلبانی کشته شدند و از رومیان یک تن زنده ماند و، در نتیجه، آلبالونگا رسماً منقاد و مطیع روم شد.
اما آلبانان به‌زودی دست‌به‌کار توطئه‌چینی بر ضد رومیان شدند. متیوس، که پیشتر در وقت جنگ خواستار صلح بود، حالا در وقت صلح خواستار جنگ شد: مخفیانه با فیدناتان و وینت‌ها مذاکره و بندوبست کرد و به آنان قول داد که در صورت اعلان جنگ دادنشان به رومیان او نیز دولت آلبالونگا را به‌سود آنان وارد جنگ می‌کند (در حالی‌که طبق آن معاهدات رسماً متحد روم بود). پس فیدناتان و وینت‌ها روحیه گرفته به روم اعلان جنگ دادند. پس تولوسْ متیوس و سپاهش را از آلبالونگا فراخواند و آنان را روبروی لژیونِ (پیاده‌نظام) فیدناتان و رومیان را روبروی لژیونِ وینت‌ها مستقر کرد. اما متیوس آهسته‌آهسته قوایش را به پای کوه‌ها عقب‌کشاند و از کمک به رومیان خودداری کرد. بنابراین، رومیان، به‌تنهایی و بدون حمایت متحدشان، هم با فیدناتان هم با وینت‌ها جنگیدند که پیروز هم شدند.
پس چون رومیان پیروز شدند، تولوس به آلبانان دستور داد اردوگاهِ خودشان را با آنِ رومیان یکی کنند و جشنی نیز به‌پاس پیروزی‌اش ترتیب داد. اما هنگامی‌که آلبانان، که غیرمسلح بودند، برای حضور در جشن حاضر شدند، سربازانِ مسلحِ تولوس آنان را محاصره کردند. سپس تولوس نطقی کرد که در آن متیوس را به خیانت محکوم کرد:
«ای متیوس فوفتیوس! اگر می‌شد که وفادار ماندن و احترام گذاشتن به پیمان‌ها و معاهدات را یاد بگیری، تو را زنده می‌گذاشتم تا درس وفاداری را بهت بیاموزانم؛ اما چون آدم‌بشو نیستی، باید چنان تنبیه شوی که درس عبرتی برای آدمیان شوی تا به معاهدات احترام بگذارند. چون چندی پیش ذهنت میان دولت روم و دولت فیدناتان سرگردان بود، جسمت را هم به دو طرف می‌دهی تا تکه‌تکه شود.»— تیتوس لیویوس، از پیدایش روم، جلد نخست، گفتار ۲۸
آنگاه، دو ارابهٔ چهاراسبی آورده متیوس را به‌صورت خوابیده به آن دو بستند. سپس اسبان را در جهات مخالف مهمیز زدند و متیوس شقه شد. پس از آن، اهالی آلبالونگا را اجباراً به روم کوچاندند و آن شهر باستانی را با خاک یکسان کردند.